# Plopi
Pour les articles homonymes, voir Plopi (homonymie).
Plopi (en russe et en ukrainien : Плоть / Plot' ) est une commune du raion de Rîbnița, en Moldavie, dans la région séparatiste de Transnistrie.
La commune, composée d'un seul village, est située au nord-est de la Transnistrie, à la frontière avec l'Ukraine, à 120 m d'altitude. Sa population s'élève à 1 075 habitants.
Son nom est mentionné par écrit pour la première fois en 1736. Dans les années 1929-1930, la collectivisation massive des terres mena à la fondation du kolkhoze "Zavety Lenina" (russe: Заветы Ленина)
L'accès à la commune se fait par une route asphaltée, depuis Rîbnița (russe: Рыбница) qui est située 35 km au sud-ouest.
La rivière Okna, affluent du Dniestr, traverse le village.

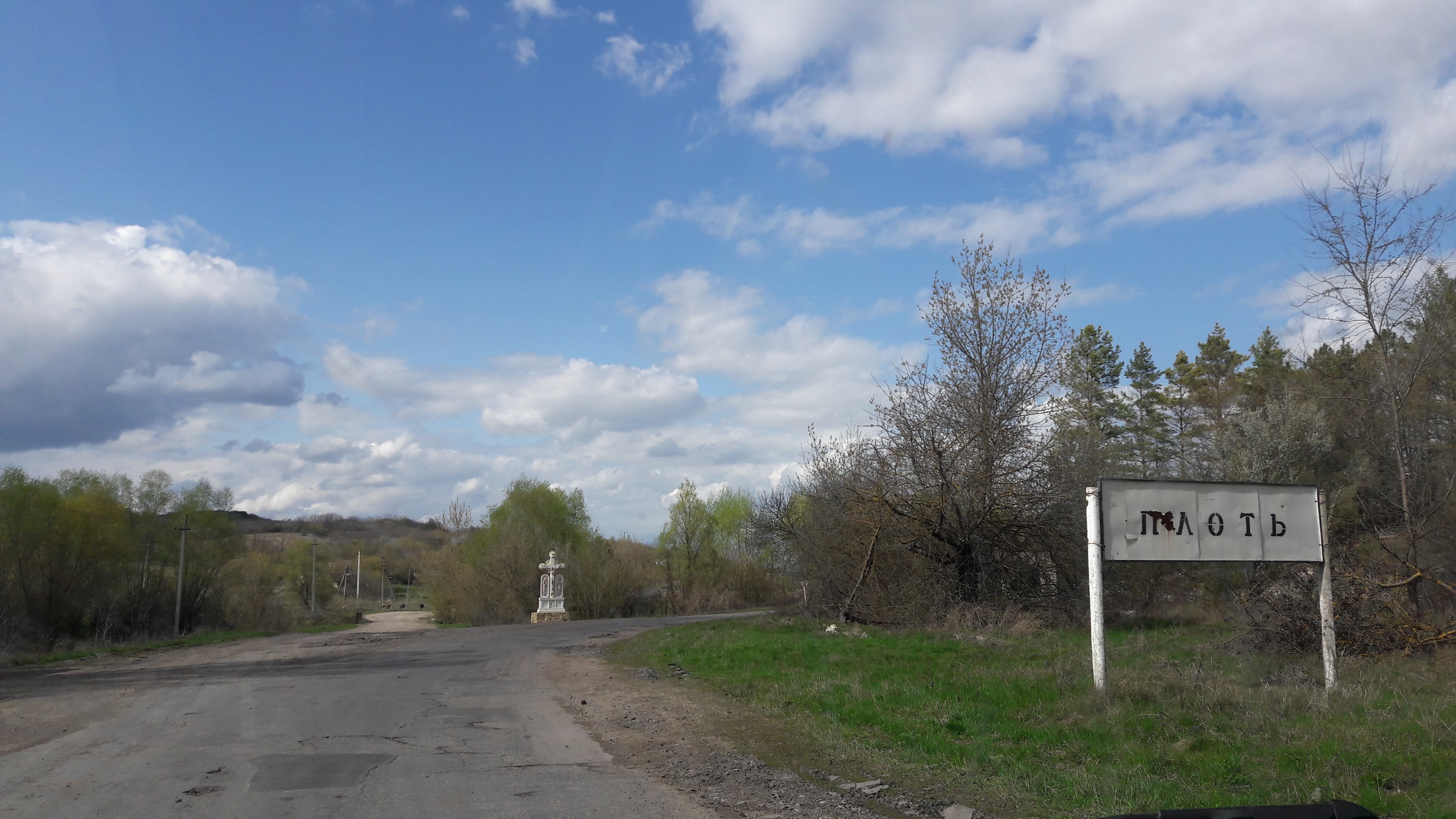
L'entrée du village de Plot', depuis la route principale. Sur la gauche, la route menant au sovkhoze de Sovetskoe

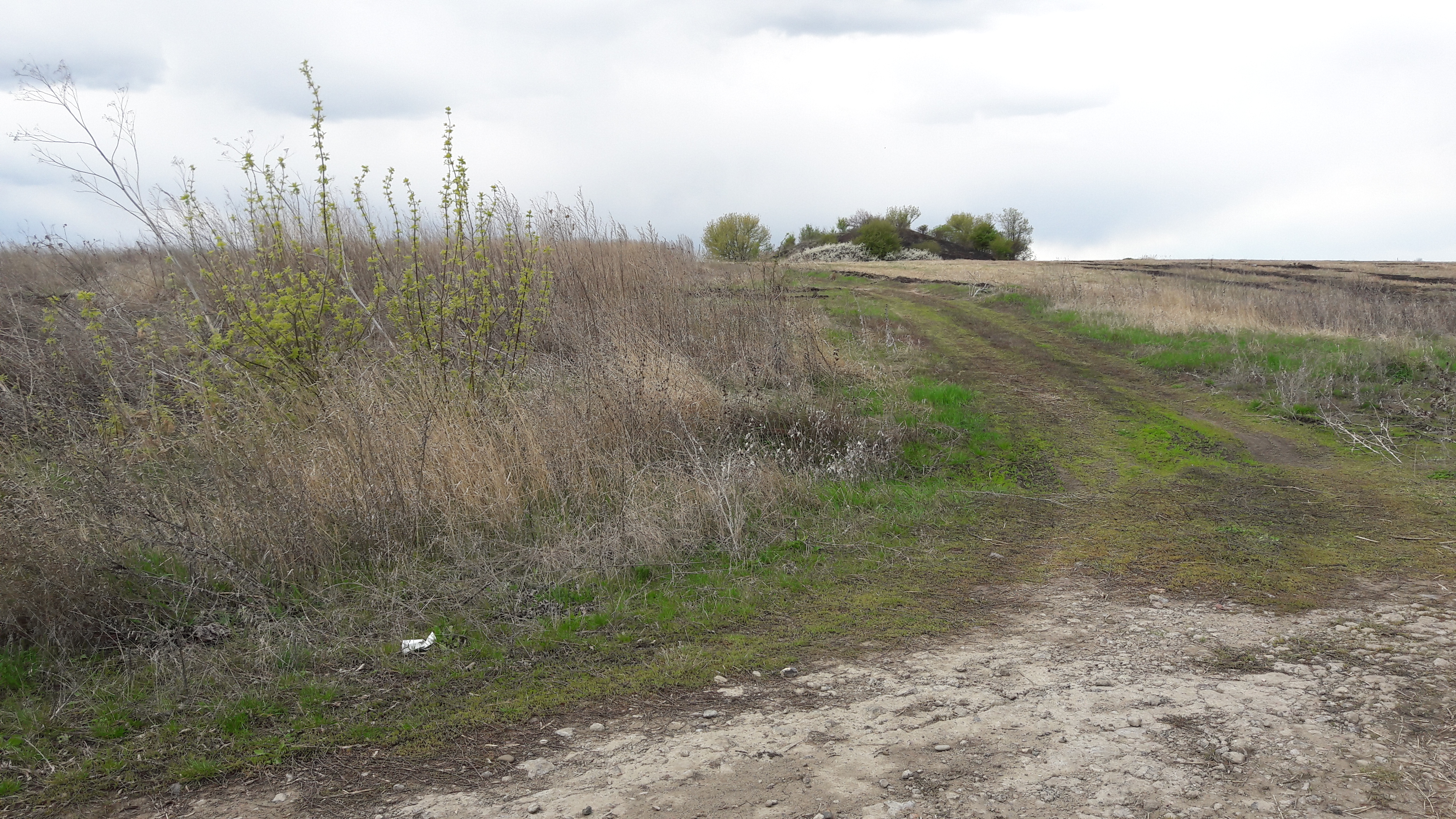
Le point culminant de la Transnistrie, vu depuis la route forestière d'accès

Le point culminant de la Transnistrie (273,9 m) se situe sur le territoire de la commune. On y accède quasiment tout du long en voiture, via une route non asphaltée qui part vers l'ouest peu avant l'entrée dans Plot'. Moins de 4 km plus loin, une fois traversé le sovkhoze dans le village de Sovetskoe (russe: Советское) qui surmonte Plot' par l'ouest, la route continue sur la crête sur environ 3 km. Moins de 400 m avant la frontière avec l'Ukraine, un monticule de terre créé artificiellement - le sommet à proprement parler - est visible sur la gauche.